# Андо Рікіті
Андо Рікіті (安藤 利吉, Andō Rikichi, 3 квітня 1884 — 19 квітня 1946) — генерал імперської армії Японії і 19-й останній японський Генерал-губернатор Тайваню з 30 грудня 1944 по жовтень 1945 р..

## Біографія

### Рання кар'єра
Андо був уродженцем префектури Міяґі. У 1924—1925 роках служив інструктором у Військовому коледжі. У 1925—1927 роках він був направлений до Британської Індії як військовий аташе, а після повернення до Японії служив у ряді штабних призначень Генерального штабу Імператорської армії Японії. Він повернувся на бойові дії в 1928 році як командир 13-го піхотного полку, а в 1930 році отримав підвищення до начальника штабу 5-ї дивізії ЯІА.
У 1931—1932 роках Андо повернувся до Генерального штабу, де він був начальником відділу військової адміністрації Бюро військових справ. У 1932—1934 роках він був призначений військовим аташе у Великій Британії. Після повернення до Японії він став командиром армійської піхотної школи Тойома, а згодом командиром 5-го окремого гарнізонного підрозділу. У 1937—1938 роках був заступником генерального інспектора військової підготовки.

### Людина, яка почала війну на Тихому океані
З початком Другої японо-китайської війни в 1938 році Андо отримав командування своїм старим підрозділом, 5-ю дивізією ЯІА. Пізніше того ж року його підвищили до головнокомандувача 21-ї армії ЯІА в Китаї, яка у 1939 році стала частиною японської армії Південно-Китайського району. Японська Південно-Китайська армія була переважно гарнізонною силою, яка контролювала окуповані японцями провінції Гуандун і Гуансі.
У розпал дипломатичних переговорів між Японією та її союзником Францією Віші щодо доступу до злітно-посадкових смуг і морських портів у Французькому Індокитаї Андо взяв на себе самостійну ініціативу та наказав своїм військам перетнути кордон без попереднього дозволу уряду в Токіо. Японські військові та політичні лідери були обурені; однак, оскільки вторгнення вже відбулося, військові та політичні міркування означали, що японський уряд не мав іншого вибору, окрім як йти до кінця. Несанкціоноване вторгнення до Французького Індокитаю спричинило дипломатичне протистояння із Заходом і введення американського нафтового ембарго проти Японії. Андо був відкликаний до Токіо 9 лютого 1941 року та змушений піти у відставку як покарання.

### Тайвань

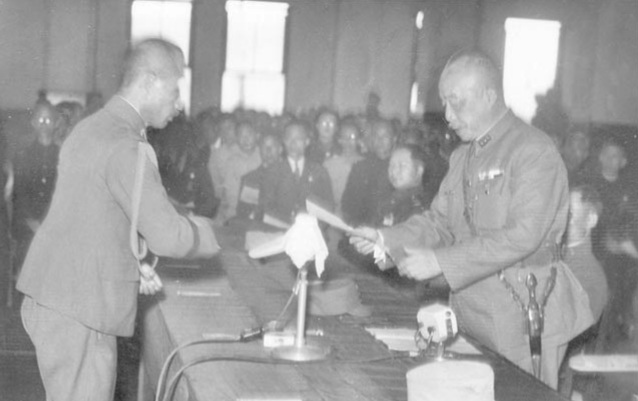
Чень І (праворуч) приймає розписку про отримання наказу № 1, підписаного Рікіті Андо (ліворуч), останнім японським генерал-губернатором Тайваню, у мерії Тайбею.

Восени 1941 року Андо був відкликаний на службу, підвищений до повного генерала та командування десятою японською армією на Тайвані. 10-та регіональна армія по суті була «тайваньською армією», оскільки не мала додаткових бойових сил і служила гарнізоном для острова. Андо став останнім японським генерал-губернатором Тайваню 30 грудня 1944 року. Після закінчення війни 10-та обласна армія була розформована у вересні 1945 року.
Заарештований китайською владою та звинувачений у військових злочинах під час перебування в Китаї, Андо покінчив життя самогубством, прийнявши отруту у в'язниці в Шанхаї, перш ніж він міг постати перед судом.

### Книги
- Fuller, Richard (1992). Shokan: Hirohito's Samurai. London: Arms and Armor. ISBN 1-85409-151-4.
- Shih Shan, Henry Tsai (2005). Lee Teng-hui and Taiwan's Quest for Identity. Palgrave Macmillan. ISBN 1-4039-7056-4.